# 王喜敬
王喜敬（1965年7月13日—）是一名韩国女子射箭运动员。她曾参加了1988年汉城奥林匹克运动会，并在比赛中获得女子射箭团体金牌以及个人银牌。